# Dipsas incerta
Espèce
Synonymes
- Leptognathus incertus Jan, 1863

Dipsas incerta  est une espèce de serpents de la famille des Dipsadidae.

## Répartition
Cette espèce se rencontre au Venezuela, au Guyana, au Suriname, en Guyane et au Brésil. 

## Publication originale
- Jan, 1863 : Elenco Sistematico degli Ofidi descriti e disegnati per l'Iconografia Generale. Milano, A. Lombardi, p. 1-143 (texte intégral).